# Alejandro Horowicz
Alejandro Horowicz (Buenos Aires, 16 de diciembre de 1949) es un ensayista, periodista, doctor en ciencias sociales y profesor universitario argentino.

## Inicios, juventud y formación
Estudió en la Universidad de Buenos Aires, donde fue parte de la Junta Ejecutiva de la Federación Universitaria Argentina (entre 1971 y 1972) y se formó en el pensamiento de izquierda militando un tiempo con Jorge Abelardo Ramos, uno de los fundadores de la izquierda nacional. Sin embargo, la influencia más grande en su posterior producción teórica y política sería la del filósofo León Rozitchner, quien fuera su maestro, colega y amigo.
Desde su juventud fue periodista. Y a lo largo de los años publicó numerosas columnas en los periódicos Competencia, Primera Plana, La Opinión, Convicción, Clarín, Sur, Infobae y Tiempo Argentino. Durante un tiempo hizo negocios fuera de su país. De su etapa formativa como periodista ha remarcado la importancia de haber trabajado para Jacobo Timerman, quien le enseñó los gajes de un polifacético oficio. La crónica periodística, junto con la agudeza para los análisis de coyuntura, marcan parte de su escritura ensayística.  

## Docencia y escritor
Desde 1991 ingresó en la docencia universitaria en la Facultad de Ciencias Sociales de la UBA (Universidad de Buenos Aires), en donde, primero, trabajó con el economista Carlos Abalo y, luego, fue profesor titular del curso «Los cambios en el sistema político mundial», en la Carrera de Sociología de la UBA, en donde sigue ejerciendo la docencia y la investigación.
Se graduó de Doctor en Ciencias Sociales summa cum laude de la UBA con una tesis sobre la dinámica de los golpes de Estado en Argentina, que poco después se convirtió en su libro Las dictaduras argentinas.
En dicho texto desarrolla y lleva a un nuevo nivel una hipótesis que había aparecido sugerida en su ensayo más famoso, Los cuatro peronismos, sobre las características e interrelaciones del «partido del Estado» y el «partido del Gobierno»; es decir, sobre los espacios en los que la política puede ganar lugar de acción y negociación con y contra el bloque de clases dominantes.
Su ensayo más trascendente ha sido Los cuatro peronismos (1985). Allí describía la historia del peronismo como una sucesión de distintas etapas. La primera, la del primer peronismo, fundacional, que iba desde el 17 de octubre de 1945 hasta 1955; la segunda, la del peronismo de la resistencia y de la burocracia sindical; la tercera se identificaba con la Juventud Peronista y el regreso de Perón; y la cuarta, la de la disolución y la descomposición, bajo el gobierno de Isabel Perón, que puede rastrear sus consecuencias por lo menos hasta el menemato. Ya en el siglo XXI, en su labor periodística, incluyó en su análisis al kirchnerismo, opinando que tuvo «letra del cuarto peronismo con música del tercero».
Este libro ha sido varias veces reeditado y es considerado uno de los libros imprescindibles para comprender el peronismo para el público universitario y también para el público en general.
Como parte de su consagración, en su treinta aniversario, se editó un reader con un grupo de diversas apropiaciones y usos del clásico para comprender la política argentina; en él intervinieron Horacio González, Eduardo Grüner y Felipe Pigna, entre otros. 
Por su libro Las dictaduras argentinas (2012) fue ganador del Premio Nacional de Ensayo Sociológico 2013.
Su último trabajo y probablemente el más ambicioso, titulado El huracán rojo. De Francia a Rusia (1789-1917), aborda la dinámica de la transformación política de los socialismos desde la Revolución francesa a la Revolución rusa.

## Obra publicada
- Los cuatro peronismos (1985)
- El país que estalló. Antecedentes para una historia argentina (1806-1820) (2004-2005), en dos tomos.
- Las dictaduras argentinas. Historia de una frustración nacional (2012)
- El huracán rojo. De Francia a Rusia. 1789-1917 (2018)
- El kirchnerismo desarmado. La larga agonía del cuarto peronismo (2023)
- Lenin y Trotsky. Los dragones de Marx (2024)

### En colaboración
- Hacia dónde va el alfonsinismo (1986), con Raúl Alfonsín y Antonio Cafiero, entre otros.
- Diálogo sobre la globalización, la multitud y la experiencia argentina (2003), con Antonio Negri, Giuseppe Cocco y César Altamira.
- ¡Libertad, muera el tirano! (2006), con Norberto Galasso y Carlos Zamorano, entre otros.
- Posjudaísmo: debates sobre lo judío en el siglo XXI (2007), con Tomás Abraham, Silvia Bleichmar, Ricardo Forster, Daniel Muchnik y Alejandro Kaufman, compilados por Darío Sztajnszrajber.
- La batalla por la renta (2009), con María Pía López, Horacio González, León Rozitchner, Eduardo Basualdo, Eduardo Gruner, Ricardo Forster, Eduardo Rinesi y Ricardo Aronskind.
- León Rozitchner: contra la servidumbre voluntaria (2015), con Eduardo Rinesi, Horacio González, Cristián Sucksdorf, Verónica Gago y otros.
- Conversaciones ante la máquina. Para salir del consenso desarrollista (2015), con Pedro Biscay, Christian Ferrer, Giuseppe Cocco, Osvaldo Saidon y Rita Segato, entre otros.
- Qué queda de Los cuatro peronismos (2015), con Horacio González, Eduardo Gruner, Felipe Pigna, Elsa Drucaroff, Luis Chitarroni, Carlos Abalo, Luis Sagasti, Camila Arbuet, Juan Grigera, Alejandro Guerrero, María Inés La Greca, Cristian Sucksdorf (editor) y Karina Vázquez.
- Combatir para comprender (2018), de León Rozitchner, epílogo a cargo de A. Horowicz.